# Melissa, Texas
Melissa är en ort i Collin County i delstaten Texas, USA.